# Oakridge Glen Oaks Cemetery
Oakridge Glen Oaks Cemetery è un cimitero secolare situato a Chicago, Illinois nella frazione di Hillside.  Il cimitero, situato a 4301 W. Roosevelt Road, è adiacente ad altri due cimiteri, Mount Carmel Cemetery e Queen of Heaven Cemetery - entrambi sono cimiteri cattolici sotto il controllo dell'Arcidiocesi di Chicago.
Il cimitero ha anche una sezione ebraica, con un memoriale di guerra.